# Pacific Life Open 2006
Die Pacific Life Open 2006 waren ein Tennisturnier der WTA Tour 2006 für Damen und ein Tennisturnier der ATP Tour 2006 für Herren in Indian Wells, welche zeitgleich vom 6. bis zum 19. März 2006 stattfanden.

## Herrenturnier
→ Hauptartikel: Pacific Life Open 2006/Herren

## Damenturnier
→ Hauptartikel: Pacific Life Open 2006/Damen